# George von Lengerke Meyer
Pour les articles homonymes, voir Meyer.
George von Lengerke Meyer, né le 24 juin 1858 à Boston (Massachusetts) et mort le 9 mars 1918 au même endroit, est un homme d'affaires et homme politique américain. Membre du Parti républicain, il est président de la Chambre des représentants du Massachusetts entre 1894 et 1896, ambassadeur des États-Unis en Italie entre 1901 et 1905, ambassadeur en Russie entre 1905 et 1907, Postmaster General entre 1907 et 1909 dans l'administration du président Theodore Roosevelt puis secrétaire à la Marine entre 1909 et 1913 dans celle de son successeur William Howard Taft.